# Associazione Sportiva Fiammamonza Dilettante 2008-2009
Questa voce raccoglie le informazioni riguardanti l'Associazione Sportiva Fiammamonza Dilettante nelle competizioni ufficiali della stagione 2008-2009.

## Organigramma societario
Tratto dal sito Football.it.
Area amministrativa
- Presidente: Roberto Lo Grasso
- Consigliere: Giovanni Velati
- Segretario generale: Jana Nováková
- Team Manager: Giuseppe Vinci

Area tecnica
- Allenatore: Aristide Poma
- Allenatore portieri: Giovanni Baviera
- Preparatore atletico: Raoul Bertarelli
- Massaggiatore: Giuseppe Terenzio

## Rosa

### Serie A
Rosa e ruoli tratti dal sito Football.it.
| N. |                   | Ruolo | Calciatrice         |
| -- | ----------------- | ----- | ------------------- |
|    | Italia (bandiera) | P     | Veronica Brilli     |
|    | Italia (bandiera) | P     | Giada Ferraro       |
|    | Italia (bandiera) | D     | Paola Balconi       |
|    | Italia (bandiera) | D     | Cristina Cassanelli |
|    | Italia (bandiera) | D     | Corinne Cereda      |
|    | Italia (bandiera) | D     | Lidia Cereda        |
|    | Italia (bandiera) | D     | Laura Donghi        |
|    | Italia (bandiera) | D     | Anna Duò            |
|    | Italia (bandiera) | D     | Ilaria Franchin     |
|    | Italia (bandiera) | D     | Elisa Galbiati      |
|    | Italia (bandiera) | D     | Elena Rivolta       |
|    | Italia (bandiera) | D     | Paola Zambetti      |
|    | Italia (bandiera) | C     | Chiara Dedè         |

| N. |                     | Ruolo | Calciatrice         |
| -- | ------------------- | ----- | ------------------- |
|    | Italia (bandiera)   | C     | Michela Greco       |
|    | Italia (bandiera)   | C     | Gaia Missaglia      |
|    | Italia (bandiera)   | C     | Alessandra Nencioni |
|    | Italia (bandiera)   | C     | Cecilia Re          |
|    | Brasile (bandiera)  | A     | Mariane Gaburro     |
|    | Germania (bandiera) | A     | Ines Österle        |
|    | Italia (bandiera)   | A     | Silvia Piccini      |
|    | Italia (bandiera)   | A     | Alessia Ravasi      |
|    | Italia (bandiera)   | A     | Agnese Ricco        |
|    | Italia (bandiera)   | A     | Vanessa Sansonetti  |
|    | Italia (bandiera)   | A     | Valentina Velati    |
|    | Italia (bandiera)   | A     | Veronica Vinci      |
|    | Italia (bandiera)   | A     | Laura Zanuso        |

## Calciomercato

### Sessione estiva
| Acquisti | Acquisti            | Acquisti   | Acquisti   |
| R.       | Nome                | a          | Modalità   |
| -------- | ------------------- | ---------- | ---------- |
| D        | Cristina Cassanelli | Torino     | definitivo |
| D        | Anna Duò            | ???        | definitivo |
| C        | Maruska Bernardi    | ACF Milan  | definitivo |
| C        | Mariane Gaburro     | Sovicese   | definitivo |
| A        | Ines Österle        | ACF Milan  | definitivo |
| A        | Laura Zanuso        | Exto Schio | definitivo |

| Cessioni | Cessioni         | Cessioni         | Cessioni   |
| R.       | Nome             | a                | Modalità   |
| -------- | ---------------- | ---------------- | ---------- |
| D        | Roberta D'Adda   | Bardolino Verona | definitivo |
| D        | Viviana Schiavi  | Bardolino Verona | definitivo |
| C        | Venusia Paliotti | Bardolino Verona | definitivo |
| C        | Daniela Stracchi | Torres           | definitivo |

## Risultati

### Serie A

#### Girone di andata
| Arbitro: | Marco Rondina (Vercelli) |

|  |           |                       |
|  | Marcatori | 80’ Salesi 92’ Bischi |

| Arbitro: | Massimo Molinaroli (Verona) |

|              |           |              |
| Sabatino 46’ | Marcatori | 92’ Zambetti |

| Arbitro: | Piero Ceccato (Bassano del Grappa) |

|  |           |            |
|  | Marcatori | 72’ Brutti |

| Arbitro: | Andrea Bianchi (Como) |

|           |           |               |
| Ricco 72’ | Marcatori | 64’ Bonometti |

| Arbitro: | Lorenzo Gallas (Udine) |

|               |           |                       |
| Cavallini 63’ | Marcatori | 18’ Ricco 49’ Balconi |

| Arbitro: | Marco Rondina (Vercelli) |

|  |           |                          |
|  | Marcatori | 48’ Iannella 93’ Fuselli |

| Arbitro: | Jacopo Rossi (Lecco) |

|  |           |             |
|  | Marcatori | 75’ Balconi |

| Arbitro: | Franco Zitti (Asti) |

|  |           |            |
|  | Marcatori | 44’ Panico |

| Arbitro: | Luca Faggin (Saronno) |

|                                                    |           |                     |
| Adegoke 36’ Croce 40’, 56’ Laddaga 46’, 87’ (rig.) | Marcatori | 57’ Vinci 77’ Greco |

| Arbitro: | Claudio Castello (Chivasso) |

|  |           |                                   |
|  | Marcatori | 18’ Mauro 37’ Camporese 73’ Zorri |

| Arbitro: | Federico Barbieri (Bra) |

|                       |           |                                |
| Ranieri 9’ Sodini 56’ | Marcatori | 8’ Vinci 27’ Österle 40’ Ricco |

#### Girone di ritorno
| Arbitro: | Carmine Pierro (Nola) |

|  |           |           |
|  | Marcatori | 60’ Greco |

| Arbitro: | Marco Rondina (Vercelli) |

|  |           |              |
|  | Marcatori | 71’ Sabatino |

| Arbitro: | Andrea Tuninetti (Chivasso) |

|                          |           |                                     |
| Franchin 27’ Gaburro 74’ | Marcatori | 39’ Hofer 57’ D'Angelo 78’ Bortolus |

| Arbitro: | Luca Faggin (Saronno) |

|                    |           |                                 |
| Bonometti 51’, 73’ | Marcatori | 16’ Vinci 30’ Österle 88’ Ricco |

| Arbitro: | Nicola Zuliani (Biella) |

|                                       |           |  |
| Vinci 35’ Turra 38’ (aut.) Donghi 52’ | Marcatori |  |

| Arbitro: | Gianluca Sechi (Sassari) |

|             |           |  |
| Fuselli 31’ | Marcatori |  |

| Arbitro: | Attilio Luca Manzi (Lecco) |

|           |           |  |
| Ricco 38’ | Marcatori |  |

| Arbitro: | Stefano Setti (Reggio nell'Emilia) |

|                                                   |           |  |
| Panico 23’, 51’, 53’ Girelli 59’, 68’ Tuttino 87’ | Marcatori |  |

| Arbitro: | Massimiliano Zappella (Bergamo) |

|                                                                 |           |  |
| Vinci 1’, 70’ Österle 37’, 46’ Ricco 50’, 75’ Velati 89’ (rig.) | Marcatori |  |

| Arbitro: | Alberto Salmistraro (Padova) |

|                                                  |           |  |
| Mauro 50’ Brumana 58’ Camporese 63’ Sedonati 89’ | Marcatori |  |

| Monza 16 maggio 2009 22ª giornata | Fiammamonza                            | 0 – 0 referto | Torino | Stadio Gino Alfonso Sada\| Arbitro: \| Marco Francesco Schifano (Novi Ligure) \| |
| Arbitro:                          | Marco Francesco Schifano (Novi Ligure) |               |        |                                                                                  |

### Coppa Italia

#### Primo turno
Girone E
| Monza 7 settembre 2008 | Fiammamonza | 6 – 0 | Montale 2000 | Stadio Gino Alfonso Sada |

| Reggio nell'Emilia 20 settembre 2008 | Reggiana | 1 – 1 | Fiammamonza | Stadio comunale Mirabello |

| Monza 27 settembre 2008 | Fiammamonza | 3 – 2 | Cervia | Stadio Gino Alfonso Sada |

| 11 gennaio 2009 | Dinamo Ravenna | 1 – 7 | Fiammamonza |  |

## Statistiche

### Statistiche di squadra
| Competizione | Punti | In casa | In casa | In casa | In casa | In casa | In casa | In trasferta | In trasferta | In trasferta | In trasferta | In trasferta | In trasferta | Totale | Totale | Totale | Totale | Totale | Totale | DR  |
| Competizione | Punti | G       | V       | N       | P       | Gf      | Gs      | G            | V            | N            | P            | Gf           | Gs           | G      | V      | N      | P      | Gf     | Gs     | DR  |
| ------------ | ----- | ------- | ------- | ------- | ------- | ------- | ------- | ------------ | ------------ | ------------ | ------------ | ------------ | ------------ | ------ | ------ | ------ | ------ | ------ | ------ | --- |
| Serie A      | 28    | 11      | 3       | 2       | 6       | 14      | 10      | 11           | 5            | 2            | 4            | 13           | 22           | 22     | 8      | 4      | 10     | 27     | 35     | -8  |
| Coppa Italia | 10    | -       | -       | -       | -       | -       | -       | -            | -            | -            | -            | -            | -            | 4      | 3      | 1      | 0      | 17     | 4      | +13 |
| Totale       | 38    | -       | -       | -       | -       | -       | -       | -            | -            | -            | -            | -            | -            | 26     | 11     | 5      | 10     | 44     | 39     | +5  |

### Statistiche dei giocatori
Presenze e reti.
| Giocatore     | Serie A  | Serie A | Serie A     | Serie A    | Coppa Italia | Coppa Italia | Coppa Italia | Coppa Italia | Totale   | Totale | Totale      | Totale     |
| Giocatore     | Presenze | Reti    | Ammonizioni | Espulsioni | Presenze     | Reti         | Ammonizioni  | Espulsioni   | Presenze | Reti   | Ammonizioni | Espulsioni |
| ------------- | -------- | ------- | ----------- | ---------- | ------------ | ------------ | ------------ | ------------ | -------- | ------ | ----------- | ---------- |
| P. Balconi    | 18       | 2       | 2           | 1          | ?            | ?            | ?            | ?            | 18+      | 2+     | 2+          | 1+         |
| V. Brilli     | 3        | -6      | 0           | 0          | ?            | ?            | ?            | ?            | 3+       | -6+    | 0+          | 0+         |
| C. Cassanelli | 4        | 0       | 0           | 0          | ?            | ?            | ?            | ?            | 4+       | 0+     | 0+          | 0+         |
| C. Cereda     | 2        | 0       | 0           | 0          | ?            | ?            | ?            | ?            | 2+       | 0+     | 0+          | 0+         |
| L. Cereda     | 2        | 0       | 0           | 0          | ?            | ?            | ?            | ?            | 2+       | 0+     | 0+          | 0+         |
| C. Dedè       | 19       | 0       | 2           | 0          | ?            | ?            | ?            | ?            | 19+      | 0+     | 2+          | 0+         |
| L. Donghi     | 22       | 1       | 2           | 0          | ?            | ?            | ?            | ?            | 22+      | 1+     | 2+          | 0+         |
| A. Duò        | 14       | 0       | 1           | 0          | ?            | ?            | ?            | ?            | 14+      | 0+     | 1+          | 0+         |
| G. Ferraro    | 19       | -29     | 1           | 0          | ?            | ?            | ?            | ?            | 19+      | -29+   | 1+          | 0+         |
| I. Franchin   | 22       | 1       | 0           | 0          | ?            | ?            | ?            | ?            | 22+      | 1+     | 0+          | 0+         |
| M. Gaburro    | 8        | 1       | 0           | 0          | ?            | ?            | ?            | ?            | 8+       | 1+     | 0+          | 0+         |
| E. Galbiati   | 17       | 0       | 0           | 0          | ?            | ?            | ?            | ?            | 17+      | 0+     | 0+          | 0+         |
| M. Greco      | 18       | 2       | 3           | 0          | ?            | ?            | ?            | ?            | 18+      | 2+     | 3+          | 0+         |
| G. Missaglia  | 7        | 0       | 0           | 0          | ?            | ?            | ?            | ?            | 7+       | 0+     | 0+          | 0+         |
| A. Nencioni   | 13       | 0       | 0           | 0          | ?            | ?            | ?            | ?            | 13+      | 0+     | 0+          | 0+         |
| I. Österle    | 19       | 4       | 0           | 0          | ?            | ?            | ?            | ?            | 19+      | 4+     | 0+          | 0+         |
| S. Piccini    | 1        | 0       | 0           | 0          | ?            | ?            | ?            | ?            | 1+       | 0+     | 0+          | 0+         |
| A. Ravasi     | 5        | 0       | 0           | 0          | ?            | ?            | ?            | ?            | 5+       | 0+     | 0+          | 0+         |
| C. Re         | 4        | 0       | 0           | 0          | ?            | ?            | ?            | ?            | 4+       | 0+     | 0+          | 0+         |
| A. Ricco      | 19       | 7       | 5           | 1          | ?            | ?            | ?            | ?            | 19+      | 7+     | 5+          | 1+         |
| E. Rivolta    | 15       | 0       | 2           | 0          | ?            | ?            | ?            | ?            | 15+      | 0+     | 2+          | 0+         |
| V. Sansonetti | 0        | 0       | 0           | 0          | ?            | ?            | ?            | ?            | 0+       | 0+     | 0+          | 0+         |
| V. Velati     | 7        | 1       | 0           | 0          | ?            | ?            | ?            | ?            | 7+       | 1+     | 0+          | 0+         |
| V. Vinci      | 17       | 6       | 1           | 1          | ?            | ?            | ?            | ?            | 17+      | 6+     | 1+          | 1+         |
| P. Zambetti   | 20       | 1       | 1           | 0          | ?            | ?            | ?            | ?            | 20+      | 1+     | 1+          | 0+         |